# Jim Black
Jim Black (Daly City (Californië), 3 augustus 1969) is een Amerikaanse jazzdrummer en componist.

## Biografie
Black groeide op in Seattle. In 1985 ging hij naar Boston om het Berklee College of Music te bezoeken. Al tijdens deze periode nam hij eerste albums op met de band Human Feel, waartoe Chris Speed, Kurt Rosenwinkel en Andrew D'Angelo behoorden. Hij werkte tournees af door Europa. Daarna vestigde hij zich vervolgens in Seattle, waar hij werkte met Wayne Horvitz.
In 1991 verhuisde hij naar Brooklyn, waar hij lid werd van Bloodcount van Tim Berne, het Tiny Bell Trio van Dave Douglas en het Ellery Eskelin Trio. Daarnaast werkte hij ook met Paul Motian, Charlie Haden, Uri Caine, Christopher Dell, Carla Bley, Nels Cline, Peter Epstein en het Paradox Trio van Matt Darriaus. Met Chris Speed, Skúli Sverrisson en Brad Shepik formeerde hij eerst Pachora en daarna met Speed, Sverrisson und Hilmar Jensson de eigen band AlasNoAxis, waarmee hij telkens meerdere albums opnam. Verder is hij lid van het trio Azul met Carlos Bica en Frank Möbus. Naast de opnamen met de eigen band is hij op meer dan honderd albums te horen als sideman. Hij toerde ook met Laurie Anderson en maakte intensief een begin met elektronische muziek.
Jim Black dient niet te worden verwisseld met de drummer Jimmy Carl Black.

## Discografie
- ????: Pachora, Pachora
- ????: Speak to It, Human Feel
- 1996: Azul, Carlos Bica & Azul
- ????: Welcome to Malpesta, Human Feel
- 1999: Twist, Carlos Bica & Azul
- 2000: Alas No Axis, AlasNoAxis
- 2002: Splay, AlasNoAxis
- 2003: Astereotypical, Pachora
- 2003: Look What They've Done To My Song, Carlos Bica & Azul
- 2004: Habyor, AlasNoAxis
- 2006: Dogs of Great Indifference, AlasNoAxis
- 2010: Endangerous Blood (Skirl)
- 2011: Believer, Carlos Bica & Azul
- 2011: Somatic (Winter & Winter) met Thomas Morgan & Elias Stemeseder
- 2014: Actuality (Winter & Winter) met Thomas Morgan & Elias Stemeseder
- 2014: Stefano Bollani: Sheik Yer Zappa (Decca Records/Universal Records)
- 2016: The Constant (Intakt) met Thomas Morgan & Elias Stemeseder
- 2017: More Than This, Carlos Bica & Azul
- 2017: Malamute (Intakt)
- 2019: Jason Stein, Greg Ward, Eric Revis, Jim Black: Nature Work
- 2019: Mark Dresser: Ain’t Nothing But a Cyber Coup & You